# Psalidister furcatus
Psalidister furcatus är en skalbaggsart som beskrevs av August Reichensperger 1924. Psalidister furcatus ingår i släktet Psalidister och familjen stumpbaggar. Inga underarter finns listade i Catalogue of Life.